# Jaak Broekx
Henricus Petrus Jacobus (Jaak) Broekx (Bree, 6 augustus 1914 – aldaar, 31 oktober 2023) was een Belgisch eeuweling. Hij was van 9 september 2021 tot en met zijn overlijden op 31 oktober 2023 de oudste levende man van België.

## Levensloop
Jaak Broekx werd op 6 augustus 1914 geboren als oudste van acht kinderen. Broekx huwde nooit en bleef 106 jaar lang op het adres van het ouderlijk huis wonen. Hierna verhuisde hij naar een verzorgingstehuis. Kort na zijn 107de verjaardag werd hij de oudste man van België. Broekx overleed twee jaar later, op 109-jarige leeftijd. Hij was de oudste persoon in Vlaanderen en 2de oudste Belg na Fernande Courtoy uit Henegouwen.